# Azahari Husin
Azahari Husin (14 septembre 1957 - 9 novembre 2005) est un ingénieur malaisien. Il aurait pris part à la confection des explosifs utilisés dans les attentats de Bali (le plus important commis dans la région, avec 202 morts, le 12 octobre 2002, ainsi que celui du 1er octobre 2005), de l'hôtel Marriott à Djakarta (5 août 2003) et de l'ambassade australienne en Indonésie (9 septembre 2004).
Husin a obtenu un diplôme de doctorat en gestion foncière à l'université de Reading, en Angleterre, en 1990. Puis il a enseigné à l'université de technologie de Malaisie, à Johor. Husin serait ensuite tombé sous l'influence de la Jemaah Islamiyah avant d'en devenir l'artificier. 
Il a trouvé la mort, le 9 novembre 2005, au cours d'un raid de la police indonésienne dans l'est de l'île de Java.